# Orculidae
Orculidae zijn een familie van weekdieren uit de klasse van de Gastropoda (slakken).
In Nederland is de vaatjesslak (Sphyradium doliolum) de enige vertegenwoordiger uit deze familie.

## Geslachten
- Alvariella Hausdorf, 1996
- † Nordsieckula Harl & Harzhauser in Harzhauser et al., 2014
- Orcula Held, 1838
- Orculella Steenberg, 1925
- Pilorcula Germain, 1912
- Schileykula E. Gittenberger, 1983
- Sphyradium Charpentier, 1837

### Synoniemen
- Mesorculella Schileyko, 1976 => Orculella Steenberg, 1925
- Pupula Mörch, 1852 => Orcula Held, 1838
- Scyphus Cecconi, 1908 => Sphyradium Charpentier, 1837